# Lacerdópolis
Lacerdópolis este un oraș în Santa Catarina (SC), Brazilia.